# Takeshi
Takeshi est un prénom masculin japonais. Il peut s'écrire avec les kanjis 武 (guerrier), 毅, 猛 (brave) ou 健史. En katakana, Takeshi s'écrit : タケシ et, en hiragana, il s'écrit : たけし.
Takeshi peut également signifier :
Célébrités
- Pour l'ensemble des articles sur les personnes portant ce prénom, consulter :
  - la liste des articles dont le titre commence par ce prénom
  - les listes produites par Wikidata : Liste des personnes de prénom « Takeshi » — même liste en incluant les éventuels prénoms composés qui contiennent « Takeshi ».
- Takeshi Kaga, acteur
- Takeshi Kaneshiro
- Takeshi Kitano, réalisateur
- Takeshi Konomi, mangaka créateur de Prince du tennis
- Takeshi Kusao
- Takeshi Morishima
- Takeshi Sasaki
- Takeshi Ueda, bassiste du groupe The Mad Capsule Markets
- Takeshi Utsumi
- Takeshi Obata, dessinateur de Death Note, Hikaru no go et Bakuman
- Kawashima Takeshi, peintre japonais

Télévision
- Takeshi's Castle, jeu télévisé japonais